# Parafia Najświętszej Maryi Panny Różańcowej w Białooziersku
Parafia Najświętszej Maryi Panny Różańcowej w Białooziersku – rzymskokatolicka parafia znajdująca się w diecezji pińskiej, w dekanacie prużańskim, na Białorusi.